# 木下宙
木下 宙（きのした ひろし、1988年〈昭和63年〉8月12日 - ）は、日本の政治家。岐阜県加茂郡川辺町長（1期）。

## 来歴
岐阜県加茂郡川辺町出身。川辺町立川辺西小学校、川辺町立川辺中学校、岐阜県立加茂高等学校、中京大学法学部を経て、2011年（平成23年）に川辺町役場に入庁した。
2013年（平成25年）に結婚し、2014年（平成26年）、消防団に入団した。
2017年（平成29年）に住民課への移動、2022年（令和4年）に総務課への移動を経て、2024年（令和6年）に退職した。
2025年4月27日投開票の川辺町長選挙に立候補し、現職の佐藤光宏ら新人2候補を破って初当選した。　木下は、岐阜県内最年少の首長となる。

## 人物
妻、長男、次男、三男と暮らしている。趣味はゴルフ、アクアリウム、映画鑑賞。
座右の銘は、「半歩踏み出す勇気」、「優れるな、異なれ」。